# پازند

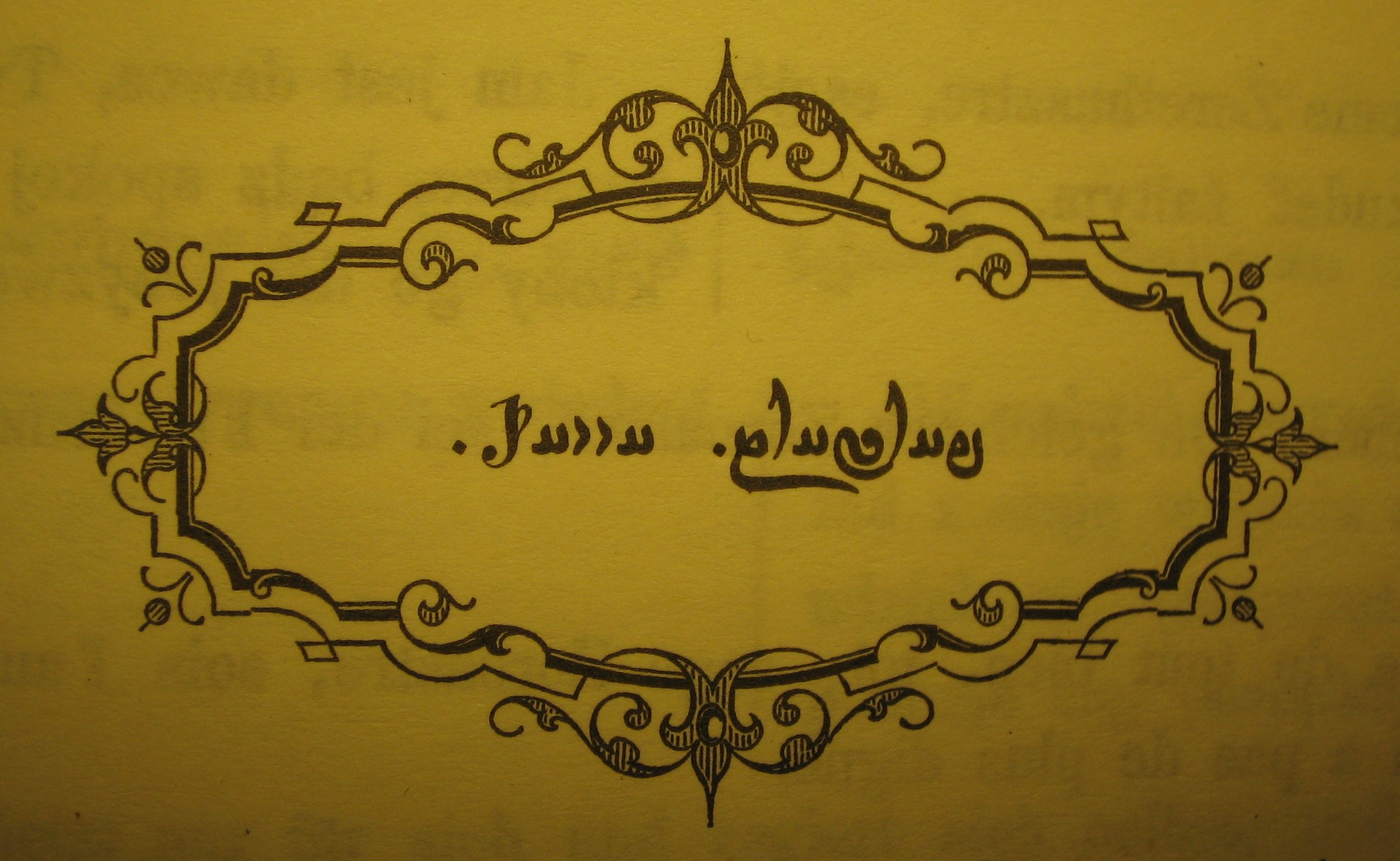
صفحه‌ای به خط پازند

پازند در اصطلاح یعنی ثبت تلفظ کلمات زبان پهلوی با خط اوستایی (دین دبیره). اما در معنای دقیق تر، پازند وَرتا یا تغییریافته‌ای از خط اوستایی است و نه خود آن. به سبب اینکه در پهلوی صدای لام L خاصی وجود داشت که در خط اوستا نبود، این حرف به نگارش اوستایی اضافه شد و خط اوستاییِ پازند به‌وجود آمد. از این روش، یعنی نگارشِ زبان پارسی میانه (پهلوی) به خط اوستایی، بیشتر در برگردان متون تفسیر دینی موجود در خود اوستا و چسبیده به هر بخش آن، یعنی زند، استفاده شد. بیشتر زند به سرپرستی و نظارت مستقیم آذرباد مهراسپندان موبد بزرگ زمان اردشیر دوم ساسانی در قرن چهارم میلادی و هم‌زمان با آفرینش خرده اوستا توسط او نوشته شد.
گمان می‌رود پازند نویسی در زمان خسرو انوشیروان ساسانی در قرن ششم توسط موبد موبدان آزادشاه، بر نوشته‌های دو قرن قبل زند انجام شده باشد و مقادیری زند جدید (تفسیر جدید) نیز به آن اضافه شده باشد. هم‌زمان با همین پازندنویسی، عده‌ای چون پروفسور خانلری و خانم پروفسور ماری بویس از اوستاشناسان سرشناس معاصر بر این باورند که دین دبیره نویسی یا برگردان کل اوستا از خط پهلوی به خط اوستایی نیز در قرن ششم یعنی در دربار خسرو انوشیروان انجام شده باشد.
یادآوری که این قسمت‌های جدید تفسیری، همگی به زبان پهلوی و خط پازند (یا به غلط مصطلح، خط اوستایی) هستند؛ در صورتی که کل مابقی اوستا، زبانش اوستایی است و خطش نیز اوستایی است (خط اوستایی یا دین دبیره).
ابهام زیاد در خط پهلوی به علت بکار بردن یک حرف برای چند صوت و نیز ننوشتن برخی واکه‌های کوتاه، باعث شد که پس از به وجود آمدن خط اوستایی که خطی کامل و دارای املای پُر بود، متون پهلوی با آن خط آوانگاری شود تا عوام نیز بتوانند متون پهلوی را بدون اشتباه بخوانند. برای فهم بهتر چیستی این اشتباه، بسیار مهم است گفته شود که تکیه بر مصوت‌ها و صامت‌ها، در زبان اوستایی بسیار مهم است و خط اوستایی که دارای ۴۸ حرف است، اصوات دقیقی را با تکیه‌های دقیق بسیار آوانگاری می‌کند (۱۴ مصوّت، ۳۴ صامت و نیم مصوّت)؛ یعنی از این میان، دارای چهارده حرفِ مصوّت است، در حالی که فارسی امروز فقط ۶ مصوّت دارد که هیچ‌کدام نیز حرف خاصی در الفبا نیستند. این دقت به دلیل باور مذهبی بود که تلفظ حروف باید حین سخن با ایزد و امشاسپندان برای احترام به آنها، دقیق انجام شود. در انگلیسی به این تکیه زبانی، فرود (Cadence‎) گفته می‌شود.
بعد از قرنها، قسمت‌های زند در اوستا که به خط اوستایی و زبان پهلوی بود، توسط افراد دیگر پازند نام گرفت.
به دلیل اشتباه مصطلح و ناآشنایی اعراب با خط و زبان اوستایی، خودِ ایرانیانِ دانشمند و حکیم حدود چهار قرن بعد شروع به استفاده اشتباه از عبارات زند و پازند کردند که تا به امروز در جریان است:

اشارهٔ تمثیلی ناصرخسرو پس از اسلام به زند و پازند:

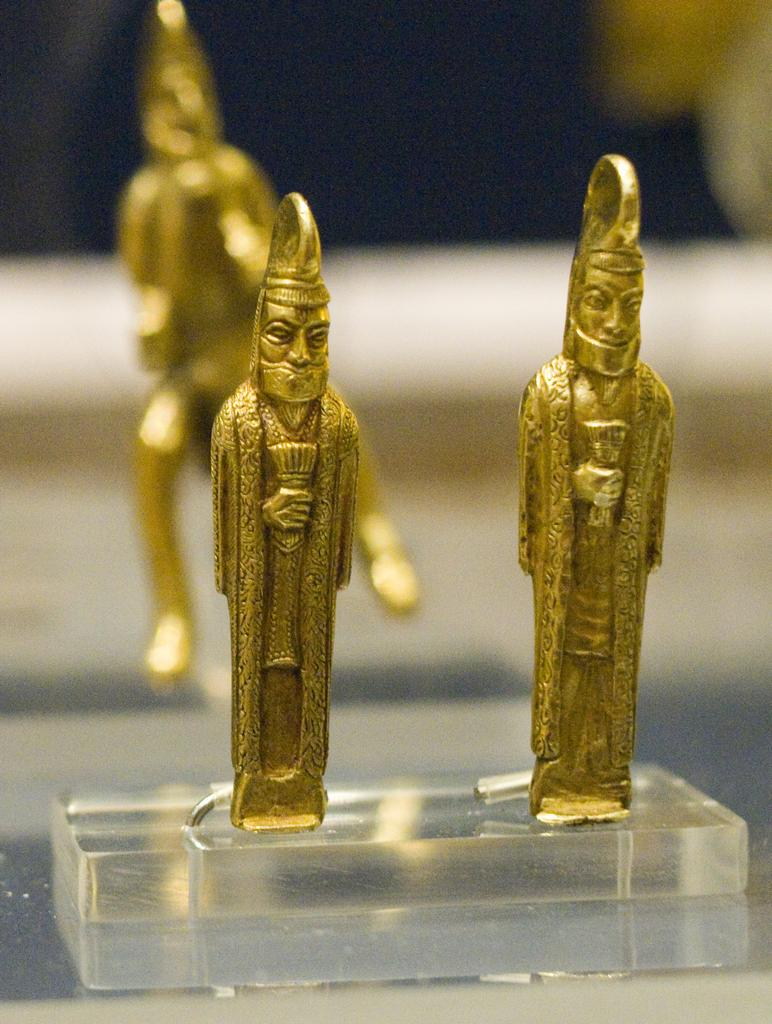
تندیس زرین موبدان بلندپایهٔ مزدیسنا از گنجینه آمودریا

ای خوانده کتاب زند و پازند/ زین خواندنِ زند تا کی و چند؟
دل پر ز فضول و زند برلب/ زردشت چنین نبشت در زند؟
گاهی نیز واژگان زند و پازند را به مجاز برای کل اوستا استفاده کرده‌اند. درواقع اولین اوستا شناسان که اوستا را از هند به انگلستان بردند آنرا زندِ اوستا نامیدند (ولی در گویش پارسیان هند زَند و اوستا بود) و یکجا نام کتاب زردشت گرفتند. حدود دویست سال بعد، ابهام زدایی نهایی در قرن بیستم انجام شد؛ امروز زبانشناسان باور دارند که زند، تفسیرهای دینی و سیاسی شاهان وقت ساسانی، به زبان خودشان یعنی پهلویِ پارسیک، بر متن اصلی زبان اوستایی است که قرن‌ها قبل از خودشان از زمان باستان به آنها به ارث رسیده بود. مجموع این تفسیرهای نونوشته پهلوی که بعداً به خط پازندی (اوستایی) نگاشته شد، متن پازند نام گرفت که غلط مصطلح است و باید زند نامیده شود. یادآوری می‌شود که زندهای پراکنده در اوستا و بخش بزرگ خرده اوستا که در اوستای امروز هستند، سروده‌های زردشت نیستند و نوشته روحانیان مُغ زردشتی به موبد موبدان هستند.
درنتیجه، پازند قسمتی خاص در اوستا نیست، فقط نام یک سیستم نگارش برای زند است.
تازه‌ترین پژوهشی که در نوشته‌های پازند انجام گرفته است، پازند بهمن یسن است که پژوهشگر جوان، مهدی زمانیان، دو نَسک پازندِ بهمن یسن آنتیا و دستنویس ج۳ را با هم سنجیده و همانندی و ناهمانندی این دو متن را موشکافانه بازگو کرده‌اند، و در بخش یادداشتها درونمایه پازند بهمن یسن را با نوشته پهلوی(=پارسی میانه) آن، و زرتشت نامه (مولود زرتشت) که به زبان پارسی و چکامه است، همچنین دستنویس روایات به زبان پارسی سنجیده‌اند، و کاستی یا فزونی دستنویسها را آورده‌اند. آنچنان‌که با خواندن یادداشت کتاب به یک آگاهی فراگیر پیرامون متن پازند بهمن یسن و پهلوی (زند) آن، همچنین زرتشت‌نامه و روایات دست می‌یابیم. در پایان کتاب واژه‌نامه پازند و برابرهای پهلوی هر واژه آورده شده‌اند.